# La princesa Margarida
La Princesa Magarida és una òpera en 3 actes i 5 quadres amb música de Jaume Pahissa sobre un llibret d'Adrià Gual, estrenada al Gran Teatre del Liceu de Barcelona el 8 de febrer de 1928.

## Història
L'any 1906 Adrià Gual i Jaume Pahissa van estrenar amb molt d'èxit el drama líric La presó de Lleida, basat en la cançó popular homònima. Ja aleshores va quedar clar que el curt drama líric de 1906 podia ampliar-se i convertir-se en una òpera, i així fins i tot ho indicaven alguns diaris. Temps més tard Pahissa i Gual van tornar sobre aquella curta obra, a suggeriment del compositor, per fer-ne l'òpera La Princesa Margarida, abandonant el nom de la cançó per tal de donar-li una major importància a l'obra. L'obra, ja acabada, va romandre sense estrenar alguns anys, segons va indicar Pahissa en declaracions a diaris, a les quals situava la composició entre les de l'òpera Gal·la Placídia (1913) i les òperes La morisca (estrenada el 1919) i Marianela (estrenada el 1923).
L'estrena la va dirigir el mateix compositor, el qual acostumava a dirigir obres, seves o d'altres compositors. La direcció escènica va comptar amb Rafael Moragas i Maseras, i els decorats van ser obra dels escenògrafs Frederic Brunet i Fita i Antoni Pous i Palau. Es va cantar en català, amb el consegüent esforç per part dels cantants no catalans, l'italià Apollo Granforte, amb una pronunciació que va ser ben rebuda per la premsa, i el madrileny Aníbal Vela.
La música de La presó de Lleida forma part de l'òpera, però reorquestrada i adaptada als estils musicals de l'època a la qual es va fer l'adaptació.

## Argument
L'argument segueix l'obra de 1906 La presó de Lleida, amb la incorporació de nous personatges.
Lloc: Catalunya
Època: segle XV

### Acte I

#### Quadre I, la presó
Interior d'una presó d'un castell. Els presoners ocupen desordenadament l'escena, uns estirats, altres caminant, altres asseguts. Dos juguen als daus, d'amagat. Un jove pastor roman pesarós mentre mira per les reixes de la presó. Els presoners comencen a cantar, entre rialles i crits, i el carceler es veu obligat a entrar i fer callar tothom, però tan bon punt marxa els presoners tornen a cantar.
Un dels presoners interroga al pastor, preguntant-li si ell també és un lladre. El pastor respon que ell és innocent i que li ha fet presoner la ronda de soldats, mentre ell mirava, des de fora el castell, la finestra de la princesa Margarida. Tan bon punt acaba de donar aquesta explicació uns presos comencen a barallar-se, i apareix de nou el carceler, ara amb dos guàrdies, ordenant que portin al punt més alt de la torre als dos que es barallaven, que allí esperaran el càstig que els imposarà el Baró. Després, el carceler indica als presoners que poden cantar fins a l'hora del silenci. El pastor, invitat a fer-ho per un company de cel·la, canta una cançó d'amor a la seva estimada princesa.

#### Quadre II, les escales dels sospirs
Ara la presó es veu des de l'exterior dels murs. La princesa baixa unes escales, la "dels sospirs", amb la seva dama de companyia. Se sent cantar la cançó del pastor. Margarida reconeix aquella veu que canta, és la del seu estimat, i així li explica a la dama que l'acompanya. Aquesta li recorda que una princesa i un pastor no es poden estimar, i la princesa li replica que si el pastor es troba presoner, llavors presoner també es troba el cor de la princesa.
Tornen a sentir-se els cants dels presoners, i en acabar se sent el pastor cantant de nou la seva cançó, mentre treu el braç per entre les reixes. La princesa ho veu, i el pastor, reconeixent no tenir-ne res més, li ofereix la seva humil cabana, si aconsegueix sortir de la presó. La princesa li promet obtenir el perdó del seu pare, el Baró, i amb ell la llibertat. Mentre marxa a buscar el pare, se sent la veu del pastor, demanant-li la clau de la presó.

### Acte II

#### Quadre III, la cambra del Baró
Cambra del Baró. Apareix el Baró assegut al seu tron, envoltat dels consellers, revisant les sentències a mort dels presoners. Demana al Jutge si ja està tot enllestit pels ajusticiaments. Llavors apareix a escena el cavaller Reinaldo, acompanyat de dos servidors, per anunciar que la princesa ve per demanar clemència al seu pare, acompanyada d'algunes dames, a les que se sent cantar. Margarida, en arribar a la cambra, demana a un do son pare. No demana ni València, ni la vil·la dels Comtes, ni el Regne d'Aragó, demana només les claus de la presó.
El Baró, qui trem que els presoners fugin deixant malparat el seu nom, demana a la filla el perquè de la sol·licitud, i Margarida li respon que és només per alliberar al seu estimat pastor, el més jove de tots els presoners. Aleshores el Baró li replica que tots moriran a la forca, i que el jove pastor serà el primer en morir, per incendiari. Suplica Margarida, tot explicant que el pastor no pertany a cap bàndol i res no ha fet. Afegeix que si firma la sentència de mort llavors estarà també signant la d'ella mateixa, i plorant s'abraça a la seva dama de companyia.
S'aixeca el Baró del tron, impressionat per les paraules de la filla, i en aquell moment se sent la veu del pastor preguntant a la princesa si el podrà alliberar. Ella va cap a la finestra i li respon que el seu pare li ha negat la clau. Cau plorant agenollada, i amb ella ploren les dames.

### Acte III

#### Quadre IV, al carrer
Escena a un antic i fosc carrer. És dissabte, un dia borrascós. Se senten les campanes de la Seu tocant a morts, i rere l'escenari un crit demanant clemència: és la veu de la princesa Margarida. Calla la veu i apareix a escena la dama de companyia, explicant al poble que la princesa, disfressada d'home, ha complert la seva promesa de morir, deixant-se penjar a la forca al costat del seu estimat.

#### Quadre V, la fatalitat
La forca. En primer terme es veu el cadafal, més enllà les forques on se suposen penjats els presoners i la princesa. Cauen flors, mentre se senten, llunyanes, tocar les campanes. Arriba la gent del poble, horroritzats del que veuen. Un grup de donzelles deixa flors al peu de les forques. Arriba el Baró, qui ja sap que la seva filla ha estat penjada. Maleeix el Baró el seu poder, que li ha convertit en botxí de la seva pròpia filla, i plora en braços dels seus servidors, mentre el poble prega a Déu, demanat-li perdó per tots.